# Doryphoribius pilatoi
Doryphoribius pilatoi is een soort in de taxonomische indeling van de beerdiertjes (Tardigrada).
Het diertje behoort tot het geslacht Doryphoribius en behoort tot de familie Hypsibiidae. De wetenschappelijke naam van de soort werd voor het eerst geldig gepubliceerd in 1983 door Bertolani.